# Bradysia subaffinis
Bradysia subaffinis är en tvåvingeart som beskrevs av Werner Mohrig och Nina Krivosheina 1989. Bradysia subaffinis ingår i släktet Bradysia och familjen sorgmyggor. Inga underarter finns listade i Catalogue of Life.